# Parafia św. Andrzeja Boboli w Sztumie
Parafia św. Andrzeja Boboli Męczennika w Sztumie - parafia erygowana w 1996 roku należąca do metropolii warmińskiej, diecezji elbląskiej i dekanatu sztumskiego.

## Kościół parafialny
Kościół pw. św. Andrzeja Boboli Męczennika w Sztumie, w budowie od 1996, odpust parafialny przypada na dzień 16 maja.
Tradycją w parafii jest wystawienie i adoracja Najświętszego Sakramentu w każdą pierwszą niedzielę miesiąca, zamiast homilii.

## Kaplice filialne
- Kaplica więzienna w Zakładzie Karnym Sztum, erygowana 17 czerwca 1994